# KS30
Der KS30, auch als Urtrak bezeichnet, ist ein Ackerschlepper mit Gleiskettenlaufwerk der Brandenburger Traktorenwerke. Er wurde von 1956 bis 1964 gebaut. Der Neupreis für den KS30 betrug im Jahr 1964 26.000 Mark.

## Technik

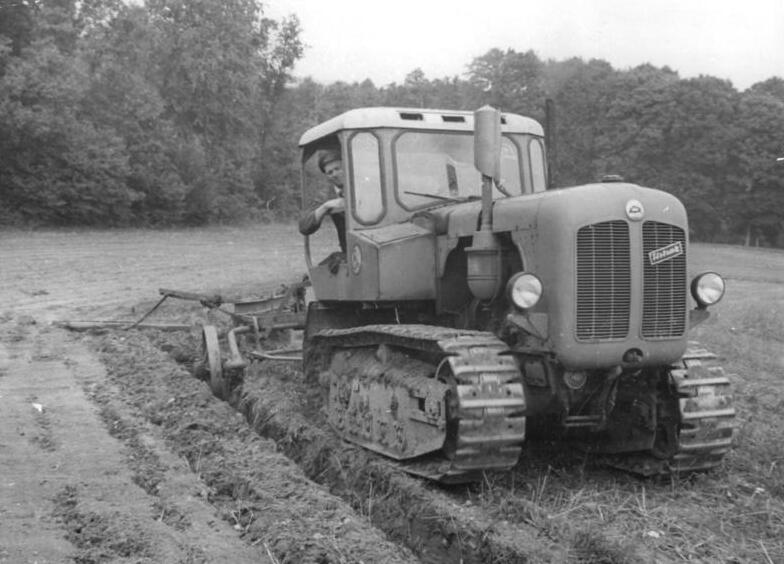
KS30 bei der Feldarbeit

Der KS30 ist ein Schlepper in rahmenloser Blockbauweise mit Gleiskettenlaufwerk. Das Laufwerk ist ein Pendelrollenlaufwerk mit vier Laufrollen und 41 Gliedern aus Stahl. Gefedert wird es mit Drehstäben. Es hat eine Cletraclenkbremse. Der Motor, hergestellt von den Brandenburger Traktorenwerken, ist ein wassergekühlten Reihenvierzylinderviertaktdieselmotor des Typs 4F 175 D3 mit Wirbelkammereinspritzung und einem Hubraum von 8,9 Liter. Seine Nennleistung beträgt 46 kW. Das Drehmoment wird über eine Einscheibentrockenkupplung des Typs Renak LA50 H auf das Getriebe übertragen. Das Getriebe ist ein mechanisches Schubradvierganggetriebe mit Rückwärtsgang. Die Betriebsbremse wirkt auf die Kupplung, die Handbremse wirkt auf das Lenkgetriebe. Am Heck des Schleppers gibt es eine fahrkupplungsabhängige Zapfwelle, die sich mit 540 min−1 bei Motornenndrehzahl dreht. Des Weiteren gibt es eine Riemenscheibe mit 400 mm Durchmesser und einer Drehzahl von 1000 min−1. Der KS30 hat ein Wetterdach mit Seitenteilen und Frontscheibe, der Fahrer sitzt auf einem gepolsterten Sitz. Optional verfügbar waren eine Zusatzhydraulik, eine Seilwinde und Schonketten für befestigte Straßen.

## Technische Daten
- Motor

- Motorbezeichnung: 4F 175 D3
- Motortyp: Reihenvierzylinderviertaktdieselmotor
- Kühlung: Wasserkühlung
- Einspritzverfahren: Wirbelkammereinspritzung
- Einspritzpumpe: IFA DEP 4 BS 210
- Einspritzdruck: 15 MPa
- Verdichtungsverhältnis: 19:1
- Bohrung × Hub: 125 × 175 mm
- Hubraum: 8590 cm³
- Nennleistung: 46 kW bei 1150 min−1
- Drehmoment: 385 Nm bei 1150 min−1
- Spezifischer Kraftstoffverbrauch: 265 g/kWh

- Getriebe

- Vierganggetriebe mit Rückwärtsgang

- Geschwindigkeiten

- 1. Gang: 3,20 km/h
- 2. Gang: 4,30 km/h
- 3. Gang: 5,72 km/h
- 4. Gang: 7,48 km/h
- R-Gang: 3,90 km/h

- Zugkräfte

- 1. Gang: 44 kN
- 2. Gang: 30 kN
- 3. Gang: 21 kN
- 4. Gang: 15 kN

- Spezifischer Bodendruck: 370 g/cm²
- Lichtmaschine: 12 V, 130 W
- Anlasser: 12 V, 4413 W
- Zapfwelle: 540 min−1
- Riemenscheibe: Durchmesser 400 mm, Drehzahl: 1000 min−1